# Eremochrysa canadensis
Eremochrysa canadensis är en insektsart som först beskrevs av Banks 1911.  Eremochrysa canadensis ingår i släktet Eremochrysa och familjen guldögonsländor. Inga underarter finns listade i Catalogue of Life.